# Dasnice
Dasnice (Duits: Daßnitz) is een gemeente in de Tsjechische regio Karlsbad. De gemeente ligt op 442 meter hoogte aan de rivier Eger, ongeveer 6 kilometer ten zuidwesten van de districtshoofdstad Sokolov
Door de gemeente loopt de spoorlijn van Sokolov naar Kynšperk nad Ohří, waaraan het station Dasnice ligt.

Březová · Bublava · Bukovany · Chlum Svaté Maří · Chodov · Citice · Dasnice · Dolní Nivy · Dolní Rychnov · Habartov · Horní Slavkov · Jindřichovice · Josefov · Kaceřov · Krajková · Královské Poříčí · Kraslice · Krásno · Kynšperk nad Ohří · Libavské Údolí · Loket · Lomnice · Nová Ves · Nové Sedlo · Oloví · Přebuz · Rotava · Rovná · Staré Sedlo · Stříbrná · Svatava · Šabina · Šindelová · Sokolov · Tatrovice · Těšovice · Vintířov · Vřesová